# Prettige feestdagen
Prettige feestdagen is het 38ste stripverhaal van De Kiekeboes. De reeks wordt getekend door striptekenaar Merho. Het album verscheen in 1986.

## Verhaal
Professor Noël Joyeux heeft dankzij genetische manipulatie van planten een zaad ontwikkeld waaruit kerstbomen met ballen groeien. Maar deze uitvinding is slechts een dekmantel om kerstbomen met kerstballen, gevuld met heroïne, te exporteren. Dries Koninghe heeft dit ontdekt en steelt een kerstbal uit het bedrijf. Hij wordt op heterdaad betrapt, maar kan op tijd wegvluchten. Als hij inbreekt in een garage om een vluchtauto te stelen, blijkt die auto niet te werken. Aangezien Appi Newyear en Mary Christmas, de bewakers van het bedrijf, achter hem aanzitten, verstopt hij de kerstbal onder de zetel van de auto. Kiekeboe, die een aantal dagen later de auto koopt waarin de kerstbal is verstopt, belandt in de gevangenis op verdenking van drugshandel. Fanny, die beseft dat er iets niet pluis is, zet zelf een onderzoek in en komt terecht in een striptease-tent, die regelmatig wordt bezocht door Noël Joyeux. Hij heeft er toevallig die avond een afspraak met Dries Koninghe, waarbij ze het op een akkoordje willen gooien.